# Eumerus lugens
Eumerus lugens är en tvåvingeart som beskrevs av Christian Rudolph Wilhelm Wiedemann 1830. Eumerus lugens ingår i släktet månblomflugor, och familjen blomflugor. Inga underarter finns listade i Catalogue of Life.